# Canadas Grand Prix
Canadas Grand Prix (fransk: Grand Prix du Canada) er et Formel 1-løb som er blevet afholdt siden 1967. Op igennem årene er det blevet arrangeret på en række forskellige baner. I dag køres det på Circuit Gilles Villeneuve.

## Vindere af Canadas Grand Prix
| År   | Kører                            | Konstruktør                      | Bane                             | Rapport                          |
| ---- | -------------------------------- | -------------------------------- | -------------------------------- | -------------------------------- |
| 2024 | Max Verstappen                   | Red Bull Racing-Honda RBPT       | Circuit Gilles Villeneuve        | Rapport                          |
| 2023 | Max Verstappen                   | Red Bull Racing-Honda RBPT       | Circuit Gilles Villeneuve        | Rapport                          |
| 2022 | Max Verstappen                   | Red Bull-RBPT                    | Circuit Gilles Villeneuve        | Rapport                          |
| 2021 | Aflyst pga. coronaviruspandemien | Aflyst pga. coronaviruspandemien | Aflyst pga. coronaviruspandemien | Aflyst pga. coronaviruspandemien |
| 2020 | Aflyst pga. coronaviruspandemien | Aflyst pga. coronaviruspandemien | Aflyst pga. coronaviruspandemien | Aflyst pga. coronaviruspandemien |
| 2019 | Lewis Hamilton                   | Mercedes                         | Circuit Gilles Villeneuve        | Rapport                          |
| 2018 | Sebastian Vettel                 | Ferrari                          | Circuit Gilles Villeneuve        | Rapport                          |
| 2017 | Lewis Hamilton                   | Mercedes                         | Circuit Gilles Villeneuve        | Rapport                          |
| 2016 | Lewis Hamilton                   | Mercedes                         | Circuit Gilles Villeneuve        | Rapport                          |
| 2015 | Lewis Hamilton                   | Mercedes                         | Circuit Gilles Villeneuve        | Rapport                          |
| 2014 | Daniel Ricciardo                 | Red Bull-Renault                 | Circuit Gilles Villeneuve        | Rapport                          |
| 2013 | Sebastian Vettel                 | Red Bull-Renault                 | Circuit Gilles Villeneuve        | Rapport                          |
| 2012 | Lewis Hamilton                   | McLaren-Mercedes                 | Circuit Gilles Villeneuve        | Rapport                          |
| 2011 | Jenson Button                    | McLaren-Mercedes                 | Circuit Gilles Villeneuve        | Rapport                          |
| 2010 | Lewis Hamilton                   | McLaren-Mercedes                 | Circuit Gilles Villeneuve        | Rapport                          |
| 2009 | Ikke arrangeret                  | Ikke arrangeret                  | Ikke arrangeret                  | Ikke arrangeret                  |
| 2008 | Robert Kubica                    | BMW Sauber                       | Circuit Gilles Villeneuve        | Rapport                          |
| 2007 | Lewis Hamilton                   | McLaren-Mercedes                 | Circuit Gilles Villeneuve        | Rapport                          |
| 2006 | Fernando Alonso                  | Renault                          | Circuit Gilles Villeneuve        | Rapport                          |
| 2005 | Kimi Räikkönen                   | McLaren-Mercedes                 | Circuit Gilles Villeneuve        | Rapport                          |
| 2004 | Michael Schumacher               | Ferrari                          | Circuit Gilles Villeneuve        | Rapport                          |
| 2003 | Michael Schumacher               | Ferrari                          | Circuit Gilles Villeneuve        | Rapport                          |
| 2002 | Michael Schumacher               | Ferrari                          | Circuit Gilles Villeneuve        | Rapport                          |
| 2001 | Ralf Schumacher                  | Williams-BMW                     | Circuit Gilles Villeneuve        | Rapport                          |
| 2000 | Michael Schumacher               | Ferrari                          | Circuit Gilles Villeneuve        | Rapport                          |
| 1999 | Mika Häkkinen                    | McLaren-Mercedes                 | Circuit Gilles Villeneuve        | Rapport                          |
| 1998 | Michael Schumacher               | Ferrari                          | Circuit Gilles Villeneuve        | Rapport                          |
| 1997 | Michael Schumacher               | Ferrari                          | Circuit Gilles Villeneuve        | Rapport                          |
| 1996 | Damon Hill                       | Williams-Renault                 | Circuit Gilles Villeneuve        | Rapport                          |
| 1995 | Jean Alesi                       | Ferrari                          | Circuit Gilles Villeneuve        | Rapport                          |
| 1994 | Michael Schumacher               | Benetton-Ford-Cosworth           | Circuit Gilles Villeneuve        | Rapport                          |
| 1993 | Alain Prost                      | Williams-Renault                 | Circuit Gilles Villeneuve        | Rapport                          |
| 1992 | Gerhard Berger                   | McLaren-Honda                    | Circuit Gilles Villeneuve        | Rapport                          |
| 1991 | Nelson Piquet                    | Benetton-Cosworth                | Circuit Gilles Villeneuve        | Rapport                          |
| 1990 | Ayrton Senna                     | McLaren-Honda                    | Circuit Gilles Villeneuve        | Rapport                          |
| 1989 | Thierry Boutsen                  | Williams-Renault                 | Circuit Gilles Villeneuve        | Rapport                          |
| 1988 | Ayrton Senna                     | McLaren-Honda                    | Circuit Gilles Villeneuve        | Rapport                          |
| 1987 | Ikke arrangeret                  | Ikke arrangeret                  | Ikke arrangeret                  | Ikke arrangeret                  |
| 1986 | Nigel Mansell                    | Williams-Honda                   | Circuit Gilles Villeneuve        | Rapport                          |
| 1985 | Michele Alboreto                 | Ferrari                          | Circuit Gilles Villeneuve        | Rapport                          |
| 1984 | Nelson Piquet                    | Brabham-BMW                      | Circuit Gilles Villeneuve        | Rapport                          |
| 1983 | René Arnoux                      | Ferrari                          | Circuit Gilles Villeneuve        | Rapport                          |
| 1982 | Nelson Piquet                    | Brabham-BMW                      | Circuit Gilles Villeneuve        | Rapport                          |
| 1981 | Jacques Laffite                  | Ligier-Matra                     | Circuit Île Notre-Dame           | Rapport                          |
| 1980 | Alan Jones                       | Williams-Cosworth                | Circuit Île Notre-Dame           | Rapport                          |
| 1979 | Alan Jones                       | Williams-Cosworth                | Circuit Île Notre-Dame           | Rapport                          |
| 1978 | Gilles Villeneuve                | Ferrari                          | Circuit Île Notre-Dame           | Rapport                          |
| 1977 | Jody Scheckter                   | Wolf-Cosworth                    | Mosport Park                     | Rapport                          |
| 1976 | James Hunt                       | McLaren-Cosworth                 | Mosport Park                     | Rapport                          |
| 1975 | Ikke arrangeret                  | Ikke arrangeret                  | Ikke arrangeret                  | Ikke arrangeret                  |
| 1974 | Emerson Fittipaldi               | McLaren-Cosworth                 | Mosport Park                     | Rapport                          |
| 1973 | Peter Revson                     | McLaren-Cosworth                 | Mosport Park                     | Rapport                          |
| 1972 | Jackie Stewart                   | Tyrrell-Cosworth                 | Mosport Park                     | Rapport                          |
| 1971 | Jackie Stewart                   | Tyrrell-Cosworth                 | Mosport Park                     | Rapport                          |
| 1970 | Jacky Ickx                       | Ferrari                          | Mont-Tremblant                   | Rapport                          |
| 1969 | Jacky Ickx                       | Brabham-Cosworth                 | Mosport Park                     | Rapport                          |
| 1968 | Denny Hulme                      | McLaren-Cosworth                 | Mont-Tremblant                   | Rapport                          |
| 1967 | Jack Brabham                     | Brabham-Repco                    | Mosport Park                     | Rapport                          |